# Solna
Pour l’article homonyme, voir Solna (Pologne).
Solna est une commune de Suède dans le comté de Stockholm. Environ 82 920 personnes y vivent (2020). Son siège se situe à Solna qui est l'unique localité de la commune.
Solna a eu le statut de ville de 1943 à la réforme de 1971.

## Géographie
Solna se trouve dans la banlieue nord-ouest de Stockholm entre les lacs de Edsviken (en) et Brunnsviken (sv), au nord, et la baie d'Ulvsundasjön du lac Mälar.
Solna est la troisième plus petite municipalité de Suède en termes de superficie, avec une superficie de seulement 20 km2.
La commune de Solna est située dans la partie sud de la région de l'Uppland. 
Au sud-est, au sud, au sud-ouest et au nord-ouest, la commune borde la commune de Stockholm, à l'ouest la commune de Sundbyberg, au nord-ouest la commune de Sollentuna et au nord-est la commune de Danderyd, le tout dans le comté de Stockholm. Solna borde Stockholm à Norrtull.
C'est une commune très industrielle avec de nombreuses usines, mais aussi de très grands parcs et espaces verts.

## Population

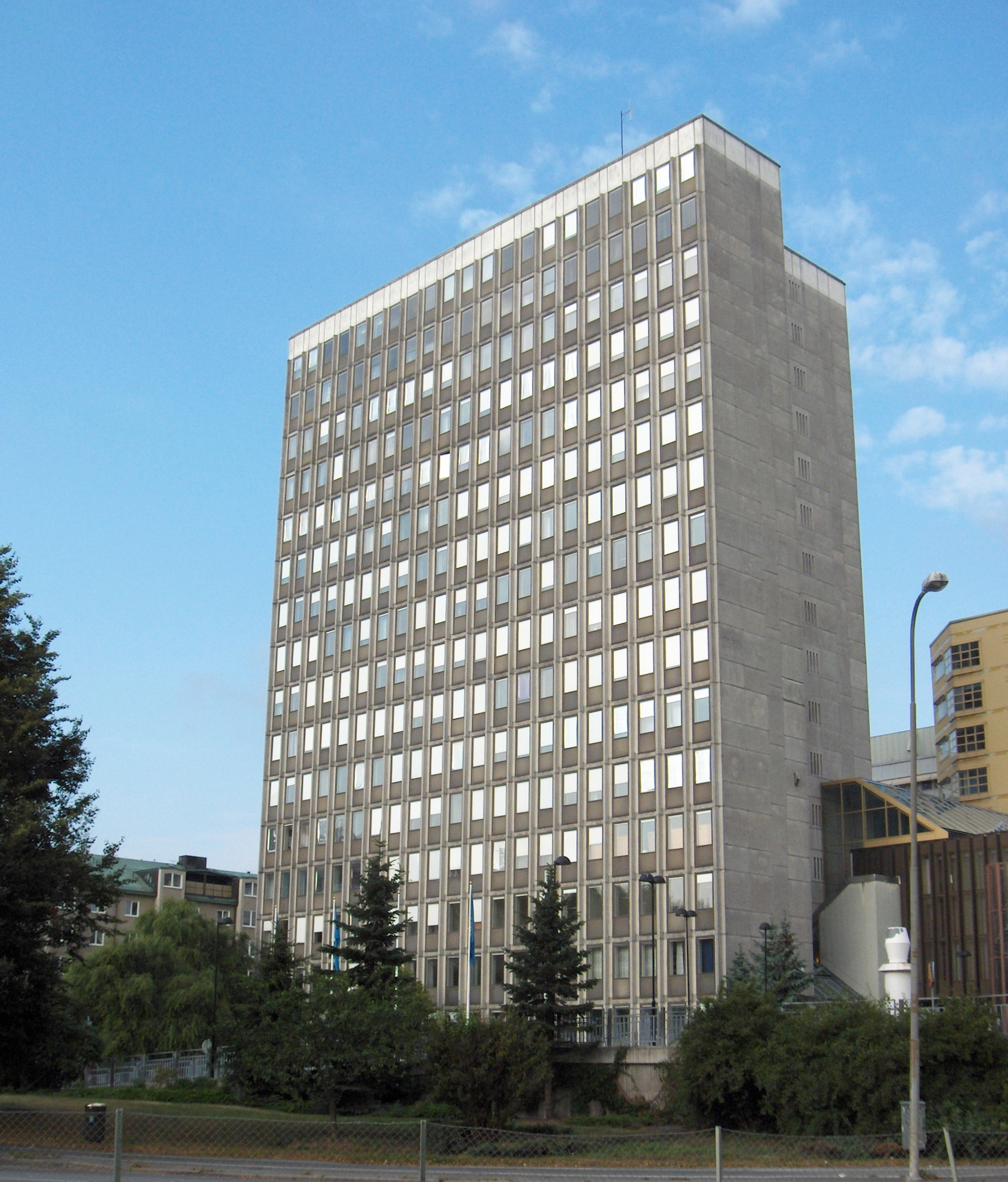
Hôtel de ville de Solna.

| 1950   | 1955   | 1960   | 1965   | 1970   |
| ------ | ------ | ------ | ------ | ------ |
| 37 311 | 44 303 | 50 969 | 55 269 | 55 556 |

| 1975   | 1980   | 1985   | 1990   | 1995   |
| ------ | ------ | ------ | ------ | ------ |
| 53 878 | 50 441 | 49 648 | 51 841 | 54 417 |

| 2000   | 2005   | 2010   | 2015   | 2020   |
| ------ | ------ | ------ | ------ | ------ |
| 56 605 | 60 575 | 68 144 | 76 158 | 83 162 |

| 2024   | - | - | - | - |
| ------ | - | - | - | - |
| 85 789 | - | - | - | - |

## Sport
Solna est dotée d'une des plus grandes associations sportives de Suède, l'AIK. C'est aussi dans cette ville que l'on trouvait jusqu'à sa démolition en 2013 le plus grand stade de Suède, le Råsunda où se déroula, entre autres, la finale de la Coupe du monde de football de 1958. Il fut remplacé en 2012 par un stade plus grand et moderne, le Friends Arena. Doté de 50.000 places assises (65.000 pour les concerts) c'est le plus grand stade de Suède en termes de capacité. L'équipe nationale de Suède et le club de l'AIK y évoluent.
C'est également le siège de la Fédération suédoise d'athlétisme.

## Culture
En 1919 y fut construite la cité du cinéma (Filmstaden) qui abrita pendant plus de cinquante ans la plupart des tournages suédois. Ingmar Bergman y tourna notamment Le Septième Sceau en 1956.

## Économie
- Mall of Scandinavia, plus grand centre commercial de Suède
- Siège de Green Cargo

## Transports
Dans le sens nord-sud, la commune est traversée par la route européenne 4 et à l'est-ouest par la route européenne 18.
Solna bénéficie d'un emplacement central dans le comté de Stockholm, à proximité du centre-ville de Stockholm. Le tramway a des arrêts au parc d'affaires de Solna, au centre de Solna et à la gare de Solna.
Il y a deux gares de train de banlieue, Solna et Ulriksdal. 
La gare de Solna est également desservie par des trains longue distance occasionnels. 
Un vaste réseau de lignes de bus relie Solna aux communes voisines.

## Institution européenne
- Siège du Centre européen de prévention et de contrôle des maladies

## Jumelages
La commune de Solna est jumelée avec :
| Ville | Ville     | Pays | Pays       | Période     |
| ----- | --------- | ---- | ---------- | ----------- |
|       | Bemowo    |      | Pologne    | depuis 2001 |
|       | Burbank   |      | États-Unis | depuis 1960 |
|       | Gladsaxe  |      | Danemark   | depuis 1952 |
|       | Kalamariá |      | Grèce      | depuis 1997 |
|       | Pirkkala  |      | Finlande   | depuis 1980 |
|       | Ski (d)   |      | Norvège    | depuis 1955 |
|       | Valmiera  |      | Lettonie   | depuis 1991 |
|       | Varsovie  |      | Pologne    |             |

## Galerie

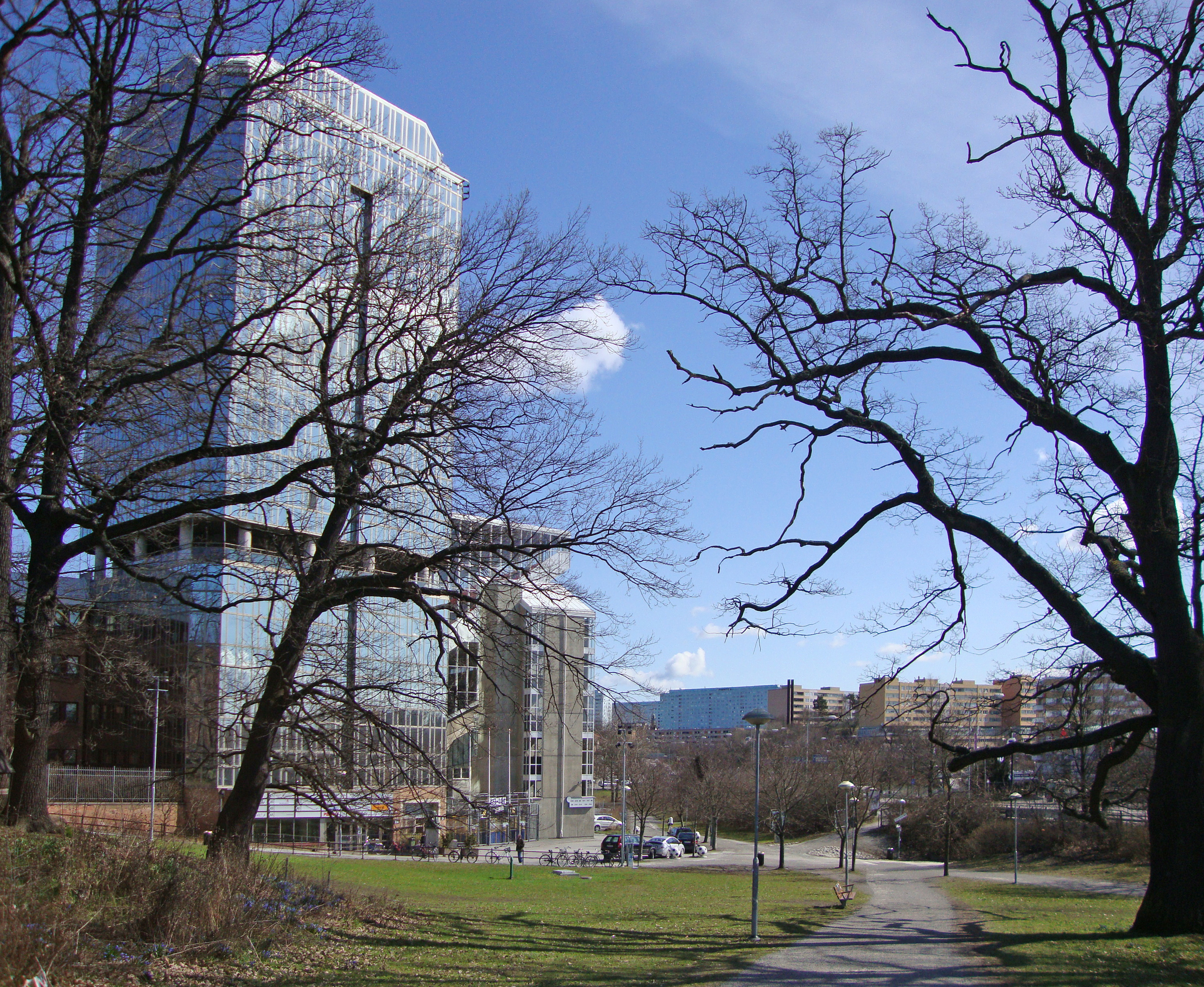
Vue sur Hagalund à Solna avec le stade Råsunda sur la gauche.
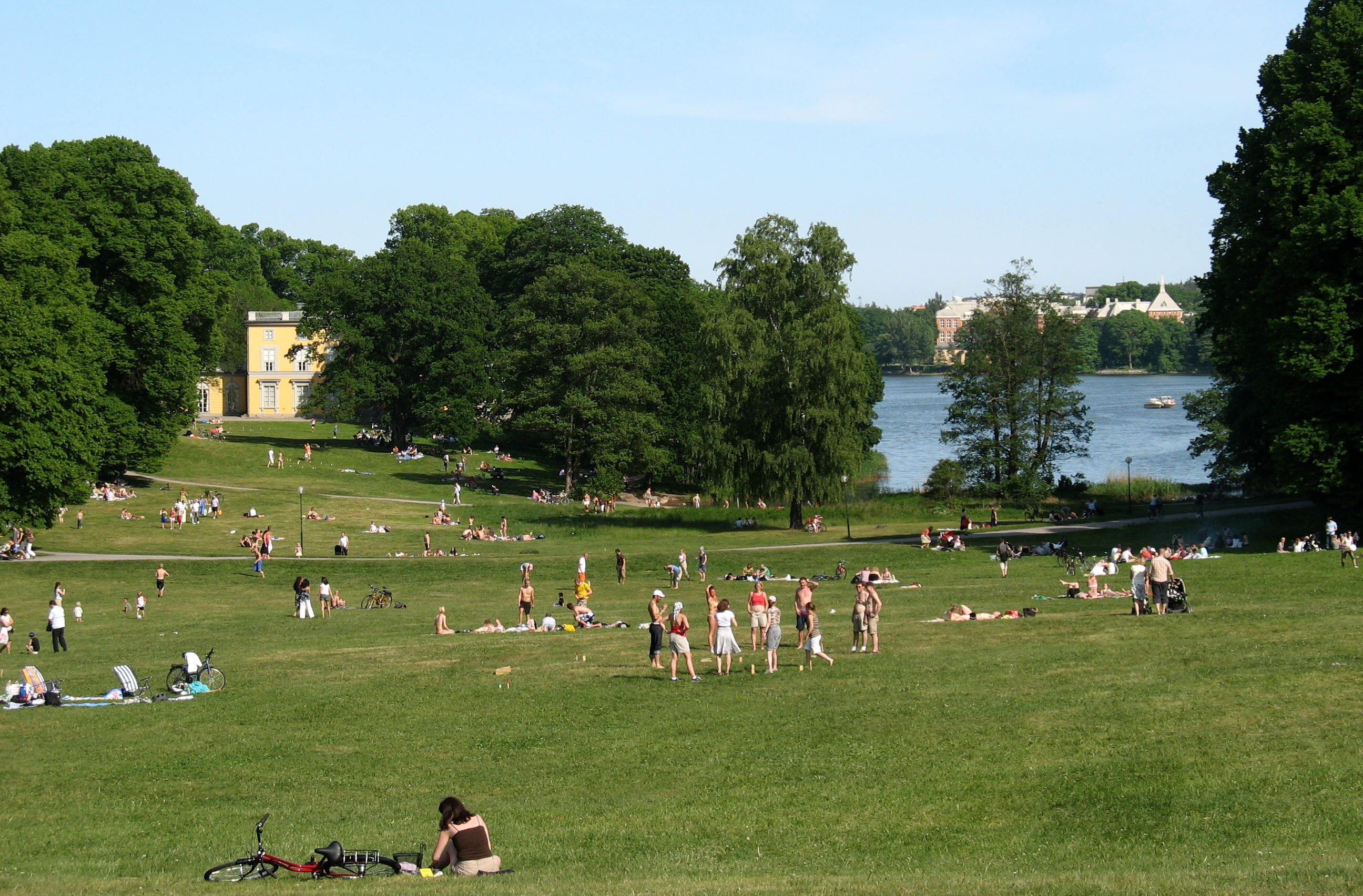
Parc de Haga.
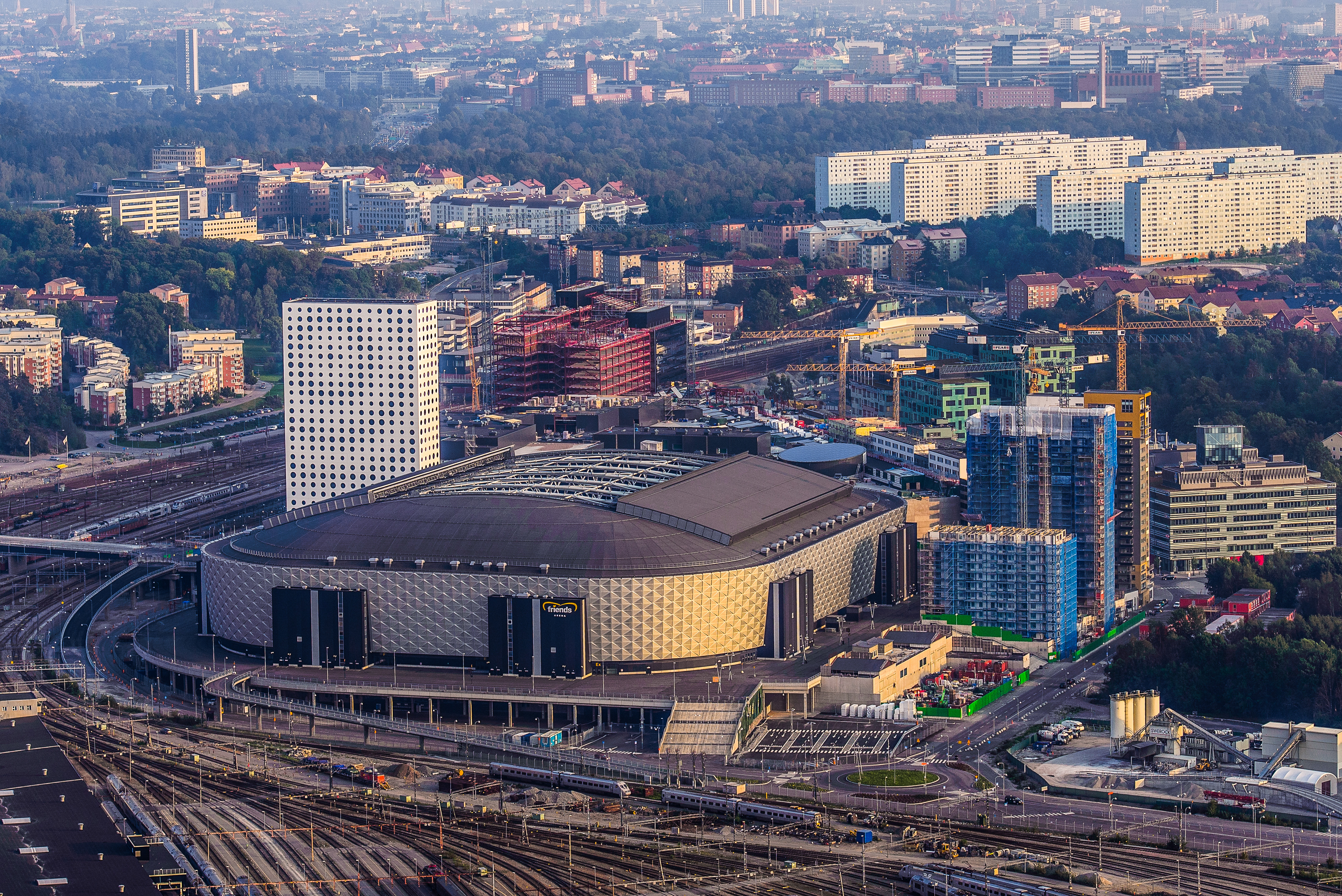
Arenastaden.
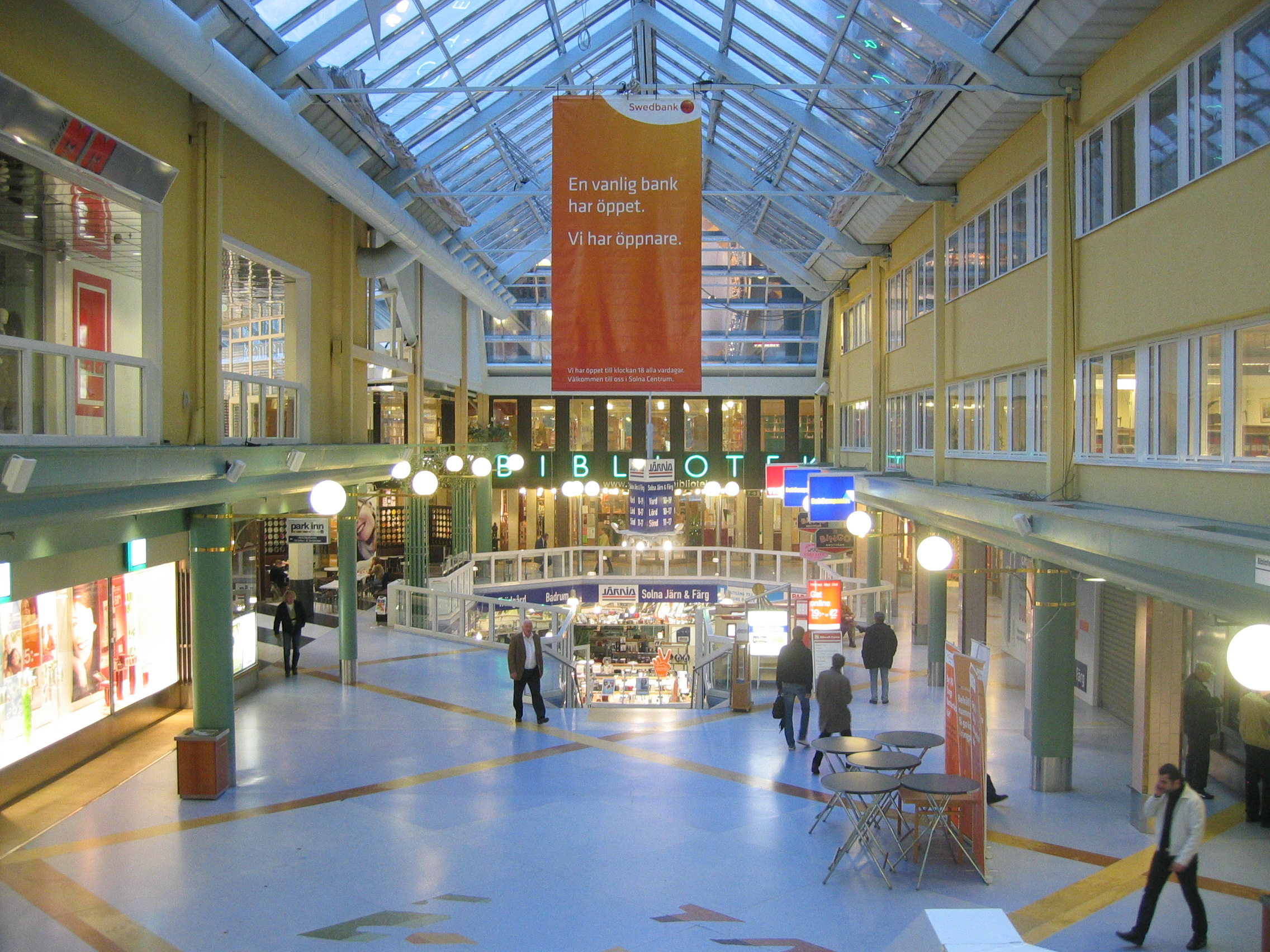
Solna centrum.

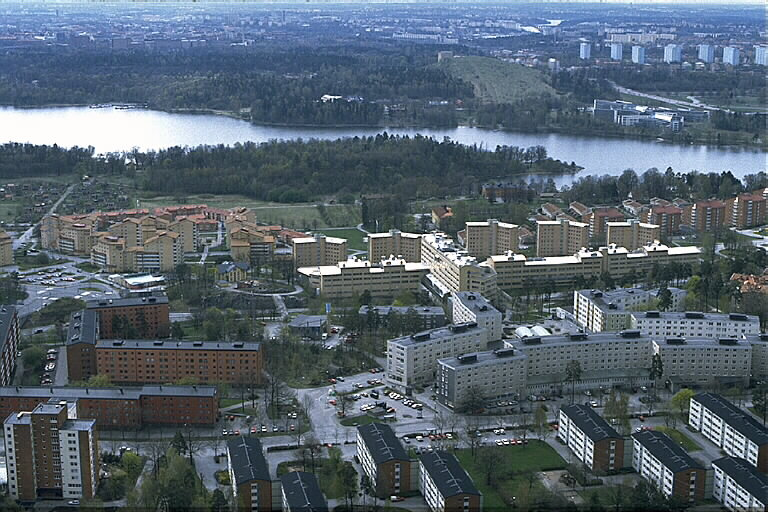
Bergshamra.
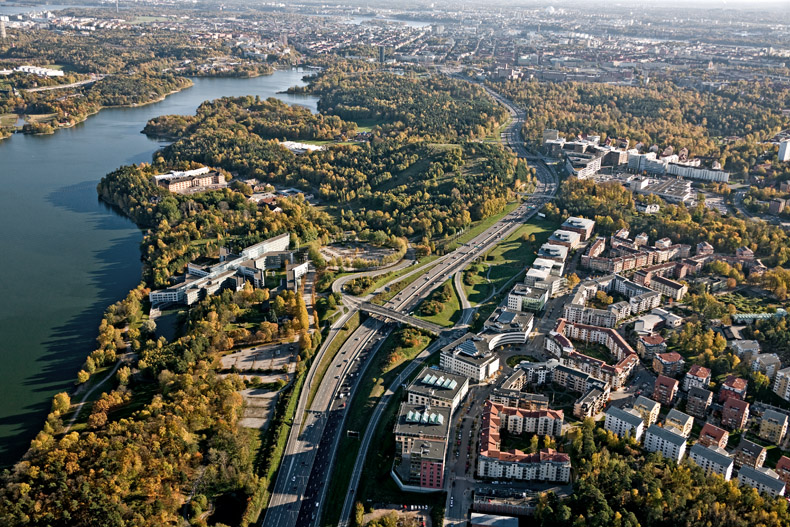
Frösunda-Frösundavik.
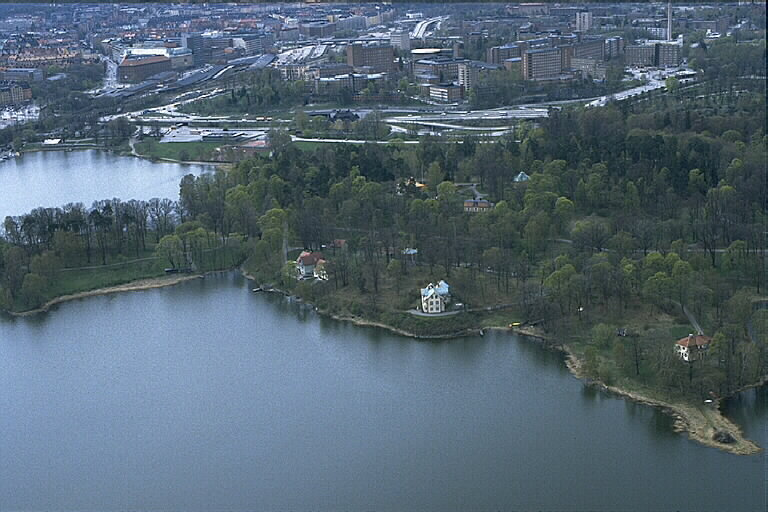
Haga.
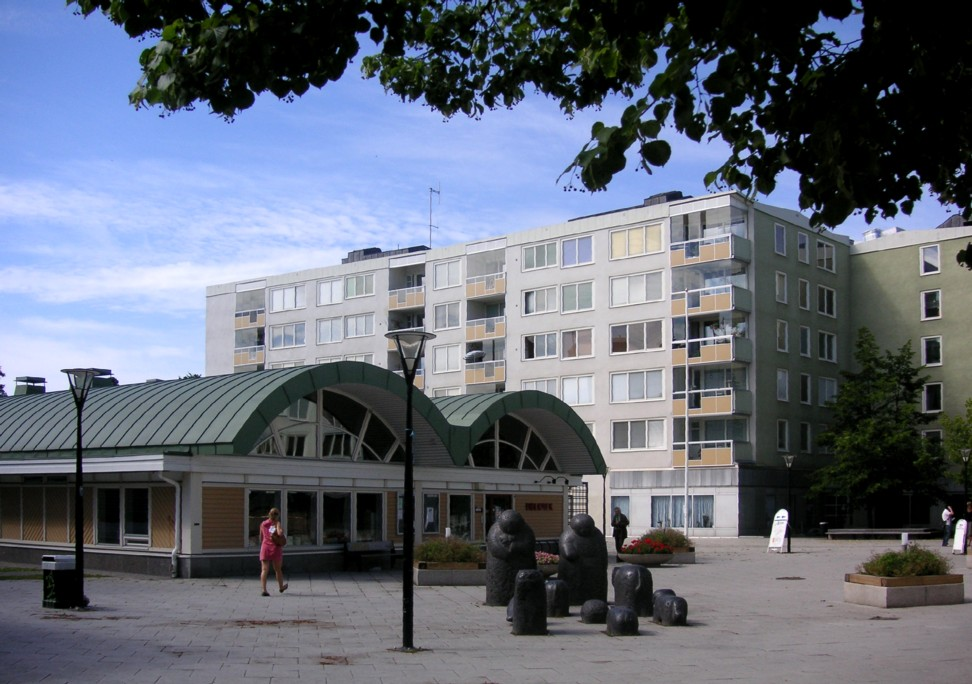
Bergshamra.